# المؤيد في الدين الشيرازي
المؤيد في الدين هبة الله الشيرازي (المتوفى 470 هـ / 1087 م) هو داع إسماعيلي. هو هبة الله بن أبي عمران بن داؤد الشيرازي، ولقب بداعي الدعاة وباب الأبواب. ولد في شيراز نحو سنة 400 هـ. توفي بالقاهرة.

## آثاره
من آثاره:
- المجالس المؤيدية - وهي مجموعة محاضرات للشيرازي.[7]
- ديوان المؤيد في الدين
- السيرة المؤيدية

## المصدر
1. ↑  خير الدين الزركلي (2002)، الأعلام: قاموس تراجم لأشهر الرجال والنساء من العرب والمستعربين والمستشرقين (ط. 15)، بيروت: دار العلم للملايين، ج. الثامن، ص. 75، OCLC:1127653771، QID:Q113504685
2. ↑   https://daraj.media/%D8%A7%D9%84%D8%AD%D8%B4%D8%A7%D8%B4%D9%88%D9%86-%D8%A8%D8%B1%D9%88%D8%A7%D9%8A%D8%A9-%D8%A5%D8%B3%D9%85%D8%A7%D8%B9%D9%8A%D9%84%D9%8A-%D8%A5%D9%8A%D8%B1%D8%A7%D9%86-2-%D9%85%D9%86-%D9%87%D9%88/. {{استشهاد ويب}}: |url= بحاجة لعنوان (مساعدة) والوسيط |title= غير موجود أو فارغ (من ويكي بيانات) (مساعدة)
3. ↑  طرابيشي، جورج (2006 م). معجم الفلاسفة (ط. الثالثة). بيروت: دار الطليعة. ص. 657. مؤرشف من الأصل في 9 أكتوبر 2016. {{استشهاد بكتاب}}: تحقق من التاريخ في: |سنة= (مساعدة)
4. ↑  المؤيد في الدين[وصلة مكسورة] - الأعلام، خير الدين الزركلي، 1980
5. ↑  إحسان إلهي ظهير. الإسماعيلية تاريخ وعقائد. لاهور - باكستان: إدارة ترجمان السنة. ص. 714. مؤرشف من الأصل في 2016-04-17.
6. ↑  الفكر السياسي والاجتماعي للمؤيد في الدين الشيرازي - ص 167 - غسان بركات، جامعة تشرين نسخة محفوظة 23 سبتمبر 2015 على موقع واي باك مشين.
7. ↑  فرهاد دفتري (2016). معجم التاريخ الإسماعيلي. ترجمة: سيف الدين القصير (ط. الأولى). بيروت، لبنان: دار الساقي. ص. 269. مؤرشف من الأصل في 2019-12-07.